# Нападения тигров на людей
Тигры нападают на людей чаще, чем кто-либо из семейства кошачьих. Тигры, как правило, обитают в Индии и Юго-восточной Азии, а эти места густо заселены людьми. Подсчитано, что тигры убили 373 тысячи человек. Первоначально считалось, что на людей нападают только травмированные или старые тигры. Тем не менее современные наблюдения показали, что молодые и здоровые тигры также нападают на людей. С развитием научно-технического прогресса и урбанизации убийства людей тиграми стали снижаться, но и после 2000 года их нападения не редкость, особенно в Сундарбане. Случаи нападения тигров на людей стали фиксироваться и на территории современной России после того, как в состав последней в 1860 году вошли Приамурье и Приморье, где на тот момент обитало до 1000 тигров.

## Причины

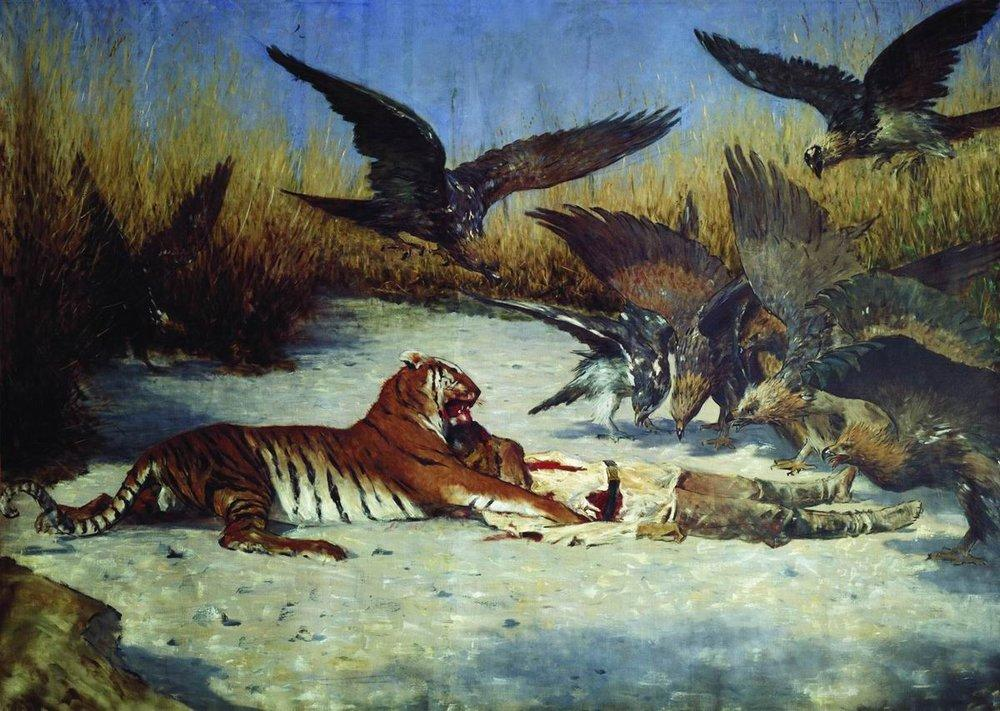
Картина Василия Верещагина «Людоед»

Причиной для нападения может стать то, что люди иногда заходят на тигриные территории, в результате чего тигру начинает казаться, что это его естественная добыча. Также тигры нападают на домашний скот и собак. Тигры-людоеды всегда охотятся в одиночку и никогда не собираются в группу (как это делают на охоте львы).
Тигры, получившие травму или сильно постаревшие, ищут себе добычу, которую легко убить. Охота на человека для тигра занимает мало времени, и на это затрачивается меньше сил. Таких тигров, как правило, быстро ликвидируют, но есть среди них и такие, которые убивают людей месяцами, а порой и годами.
Молодые и здоровые тигры редко нападают на людей, но такие всё же имеются. Убить их очень сложно. При этом тигры не всегда съедают своих жертв, а могут просто убить их. Счёт убитых ими людей исчисляется сотнями и даже тысячами. Также есть предположение, что тигр, случайно попробовавший человечину, привыкает к ней и уже не может не поедать людей. Так, например, во время Второй мировой войны и Вьетнамской войны тела многих убитых солдат долгое время лежали на полях. Тигры съедали эти тела и становились зависимыми от вкуса человеческого мяса.
Отчётов о нападениях тигров на людей не ведётся, и поэтому судить о масштабах данного явления можно лишь приблизительно, основываясь на книгах известных натуралистов, охотников, а также данных из интернета. В естественной среде обитания тигров, на территории Юго-Восточной Азии, подобных жертв — больше всего. Однако тигриные нападения в европейских странах и США — тоже не редкость.

### Случаи
Подсчитано, что в США с 1990 по 2014 год произошло 748 инцидентов с нападениями тигров на людей. В результате этих нападений 23 человека погибли и несколько сотен людей были ранены. Тигры нападают на сотрудников зоопарков, дрессировщиков, посетителей зоопарков и цирков, туристов. Люди часто сами провоцируют тигров на нападения, особенно находясь в зоопарке. Они дразнят их, бросают в них камни, пытаются потрогать и залезть в клетку. Некоторые случаи:

Чампаватская тигрица, убитая в 1907 году известным охотником Джимом Корбеттом

- С 1907 по 1938 год тигры и леопарды постоянно нападали на людей. В общей сложности 33 особи терроризировали жителей Индии и Непала[6]. Одним из самых кровожадных хищников того времени является чампаватская тигрица — бенгальский тигр, на счету которого, как считают исследователи, 436 убийств. Она убила около 200 человек в Непале. Когда правительство мобилизовало против неё целую армию, тигрица, словно почувствовав это, скрылась в индийском регионе Кумаон, где убила более 200 человек. Была застрелена в 1907 году известным охотником Джимом Корбеттом.
- В 2014 году в одном из зоопарков Китая 27-летний Ян Цзиньхай сказал, что не может видеть, как бенгальские тигры оторваны от своей естественной среды и не могут охотиться, как им положено в природе. Он сказал, что готов пожертвовать собой для их комфорта, и сам полез в клетку к тиграм. Но сотрудники зоопарка быстро вытащили его обратно[5].
- В апреле 2016 года в зоопарке Палм-Бич жертвой нападения стала 38-летняя Стейси Конвизер. Она была убита 13-летним самцом тигра в вольере, который не виден для публики, сообщил пресс-секретарь зоопарка Наки Картер. Тигр был усыплён (но не убит), и только когда снотворное вступило в силу, полицейские смогли войти в вольер[7].
- В апреле того же года в барнаульский зоопарк «Лесная сказка» проникли две школьницы. Это был вечер, зоопарк был закрыт, но девочки хотели сделать селфи с тигром[8]. Одна из них залезла в клетку и была легко ранена тигром. Она была спасена и госпитализирована. По некоторым данным, обе девочки были пьяны[9].

## В России

### Предыстория

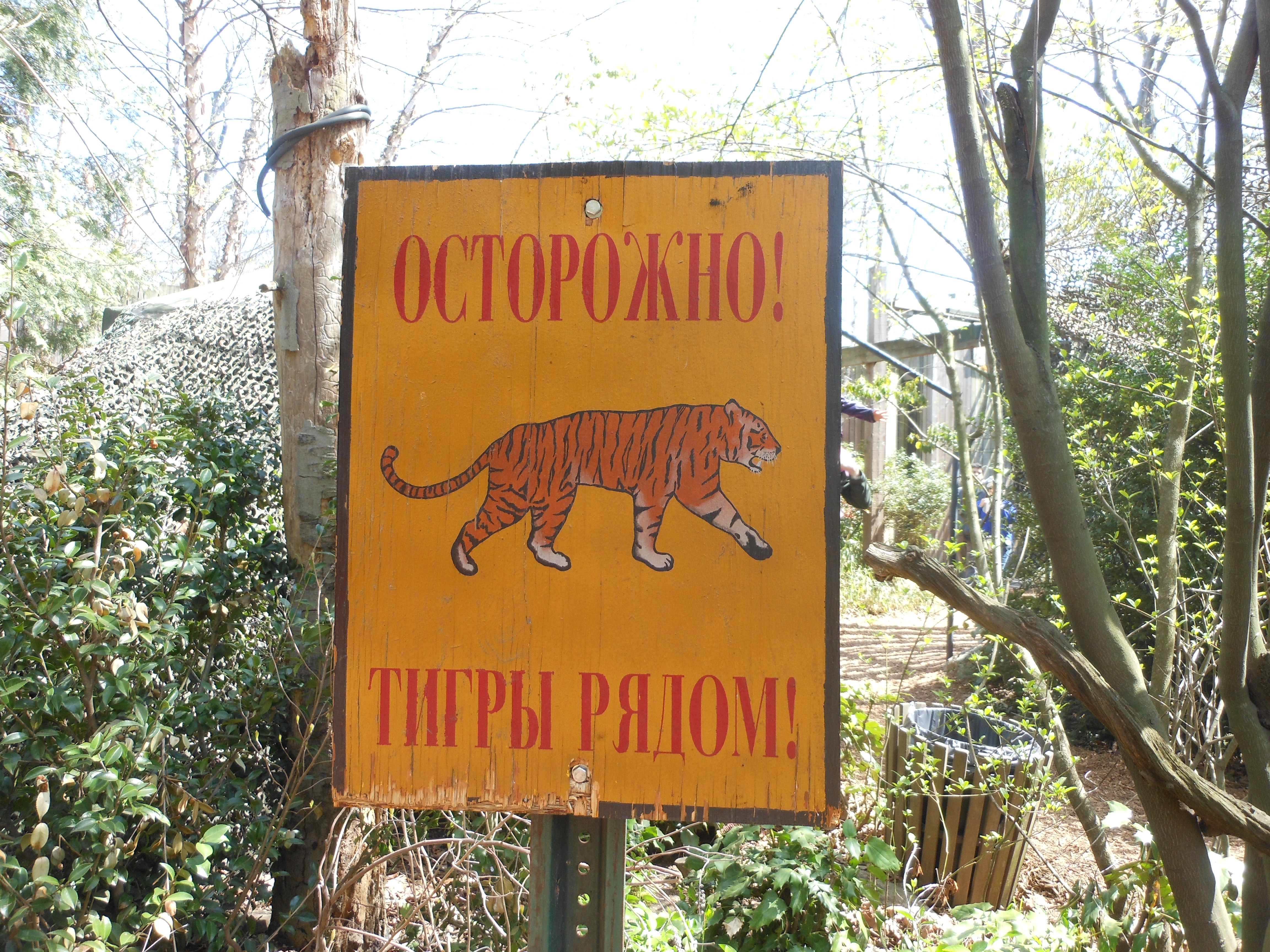
Знак «Осторожно, тигры!». Россия

Нападения тигров на людей в Приморье и Приамурье были довольно частым явлением. При этом амурский леопард никогда не фигурировал в российских сводках о нападении на человека, хотя в Индии на людей нападают как тигры, так и леопарды.
Коренное население Уссурийского края, состоявшее из гольдов и орочей, в большинстве своем не имело огнестрельного оружия, и, более того, не стремилось убивать тигров, почитая их как священных животных. Известный исследователь Дальнего Востока России В. К. Арсеньев писал, что его проводник-нанаец Дерсу Узала боялся тигров и даже преклонялся перед тигром («Амбой»), как перед богом. Удэгейцы также не только боялись тигров, но и обожествляли их, пытались всячески задобрить, в своих молитвах они просили тигров пощадить их, почтенно уступали им дорогу. В якутском фольклоре сохраняется предание о том, что на р. Юдома «неизвестный зверь», нападая на людей, убил десятилетнего мальчика, но потом и сам был убит его отцом. Тунгусы вместо прямого обозначения тигра («тасх») употребляют эвфемизм «амба», что означает великий, огромный, большой. Этим словом обозначают также злых духов вообще.
Манзы также часто бросали свои хутора после того как туда начинали наведываться тигры. В зависимой от России Маньчжурии на первом этапе строительства КВЖД тигры повадились убивать и уносить рабочих, но затем российской администрацией были приняты специальные меры. Прибытие казаков и более 20 тыс. крестьян-переселенцев быстро свело тигриную агрессию к нулю. В 1920-х годах нападения тигров на людей почти прекратились, но и их популяция уменьшилась до 30—40 особей. Однако запрет на отстрел тигров привёл к росту их численности до более чем 500 особей к 2016 году. В результате выросло число нападений на человека. С 1996 по 2017 год в Хабаровском крае было отмечено три случая появления тигров-людоедов, то есть с фактами рецидива. Подозреваемых в людоедстве тигров в настоящее время ловят и направляют в реабилитационный центр «Утес» на ветеринарную экспертизу. Дальнейшую судьбу людоедов решает Росприроднадзор. Если факт поедания убитого человека подтвержден, то напавшего тигра обычно отстреливают. На людей обычно нападают старые, больные, беззубые, частично парализованные особи, а также молодняк, который ещё не научился охотиться. Тигра гораздо больше привлекает домашний скот и собаки, поэтому столкновения с людьми часто происходят когда последние пытаются защитить домашниx животных от нападений тигров.

### Статистика
По материалам, собранным в период с 1970 по 2001 гг., тигры в России нападали на людей в среднем 1,4 раза в год, при этом показатель смертности людей в этих столкновениях был меньше — 0,4 чел. в год. Разница в количестве убитых тиграми людей при спровоцированных (24,4 %) и неспровоцированных нападениях остаётся статистически значимой (35,5 %). Самцы нападают на людей в примерно в два раза чаще самок.

### Меры предосторожности
Администрация Приморья периодически выпускает брошюру «Правила поведения людей и содержания домашних животных в местах обитания тигра на территории Приморского края». От тигра категорически нельзя убегать или поворачиваться к нему спиной, попытка залезть на дерево также обычно бесполезна, так как при виде тигра у человека не бывает времени для поиска подходящего по высоте дерева (на высоту до 3 метров тигр может забраться и сам) и карабкания по нему. От тигра надо уходить только медленно пятясь. Двигаясь по лесу наоборот рекомендуется громко разговаривать, греметь, звенеть, стучать палкой по стволам, а на спину надеть маску или шляпу, чтобы отпугнуть хищника. Рекомендуется избегать нахождения в лесу в одиночку и без оружия в сумеречное и ночное время, когда тигры активно ищут добычу.

## Документальные фильмы
О нападениях тигров на людей снято несколько документальных фильмов.
- «Последний людоед. Индийский тигр убийца» (документальный фильм Оксаны Боровик, США, 2003).
- «Пожарский тигр-людоед» (документальный фильм Саши Сноу, Великобритания-Россия, 2004).
- «Оскал бескорыстной любви. Тигр людоед» (документальный телефильм Романа Газенко, Россия, 2006).
- «Тигры и леопарды» (документальный фильм Адама Маллинса из цикла «Людоеды», Канада, 2010).
- «Голодные тигры» (документальный фильм Сариты Уилкинсон, из цикла «В поисках людоеда», США, 2011).
- «Тигры-людоеды» (документальный фильм Аманды Абель из цикла Ричарда Терри «Человек против монстра», США, 2012).